# Macarena Ramis
Pour les articles homonymes, voir Ramis.
Macarena Soledad Ramis Duhalde (née le 21 février 1975 à Concepción), est une mannequin et Présentatrice de télévision chilienne. Actuellement partie de l'émission de télévision Mañaneros.

## Biographie
En 1998, Ramis participer au concours de beauté Miss Chili, prenant la deuxième place.
En 2003, elle était enceinte avec son petit ami, Rodrigo Barrera, footballeur et quelques mois après qu'ils se sont mariés en civil.
Depuis 2006, travaille comme un membre du émission de télévision Intrusos en la televisión, où joue commentatrice.
En novembre 2009, Julia Vial et Macarena Ramis sont enceintes. En 2012, Macarena a été séparée de son mari Rodrigo Barrera.
En 2013, cessé d'être une membre de l'émission de télévision Así somos, à rejoindre le programme de télévision de la même station de télévision de l'équipe Mañaneros.
dans La Red n'a pas renouvelé le contrat pour 2014.

## Filmographie

### Télévision
- 1986 : Sábado Gigante (Canal 13) : Elle-même (partie du clan des enfants)
- 1996 : Hágase famoso (Megavisión) : Mannequin
- 1996 : Maravillozoo  (Canal 13) : Mannequin
- 1997 : Sotano (La Red) : Coanimatrice
- 1997 : Amores de verano (La Red) : Coanimatrice
- 1997 : Publicity (La Red) : Coanimatrice
- 1997 : Fiesta Latina (La Red) : Coanimatrice
- 2002-2004 : Mekano (Mega) : Animatrice (avec José Miguel Viñuela)
- 2005-2006 : Call TV (maintenant appelé Llámame en La Red) (Red Televisión) : Animatrice (avec Alejandro Montes)
- 2006-2011 : Intrusos en la televisión (La Red) : Commentatrice
- 2008 : Mediodía en Red TV (Red Televisión) : Animatrice
- 2009-2010 : Intrusos prime (La Red) : Animatrice et commentatrice
- 2009 : La Muralla Infernal (Mega) : Concouriste invitée (Je suis impliqué jour 15/10/2009)
- 2011-2013 : Asi somos (La Red) : Panéliste
- 2012-2013 : El tiempo en La Red (La Red) : Présentatrice
- 2013 : Mañaneros (La Red) : Panéliste
- 2014 : Super Bueno (Vía X) : Elle-même (Invitée; 2 épisodes)